# Sgt. Slaughter
Robert Rudolph Remus (27 de agosto de 1948), conocido como Sgt. Slaughter, es un luchador profesional estadounidense. Actualmente trabaja como embajador para la empresa WWE.
Entre sus logros, destaca un reinado como Campeón de WWF. En 2004, fue inducido al WWE Hall of Fame.

## Carrera

### Inicios
Debido a su complexión atlética, comenzó a introducirse en el mundo de la lucha libre en 1975, debutando profesionalmente en la federación AWA, donde creó el personaje del Sargento Slaughter, un patriótico instructor militar con bastantes malas pulgas.
En 1981 fue contratado por la WWF y a lo largo de la década llegó a ser un luchador respetado y querido estableciéndose como un luchador face. Su popularidad fue tal que hasta la casa de juguetes Hasbro creó a un muñeco de acción inspirado en él dentro la colección de los entrañables "G.I. Joe", además se encargó de prestar su voz a este personaje a lo largo de las tres series de animación estrenadas entre 1985 y 1990. Otro de sus trabajos como actor fue interpretándose a sí mismo en la película "Bad Guys" (1986).Abandonó la WWF en 1985.

### 1990-2004
Regresó en 1991, donde su imagen cambió de la noche a la mañana. Su personaje se convirtió en un simpatizante de los iraquíes y tuvo como aliado a Mustafá, ganándose así las antipatías de los espectadores cambiando a heel. Por esta razón fue derrotado en el ring por el Hulk Hogan en un legendario y largo combate donde este le pasó la bandera norteamericana por su cara. En tiempos aún cercanos a la Guerra del Golfo, su imagen negativa ante los norteamericanos llegó a causar una enorme polémica, hasta el punto de que Vince McMahon trasladó la competición de Wrestlemania VII al "L.A. Sports Arena", en lugar del tradicional "Olympic Stadium" de Los Ángeles, por razones de seguridad personal hacia él. Tan improbable giro argumental formaba parte de la ficción del show y cierto tiempo más tarde volvió a ser del bando de los buenos. Tras perder el campeonato mundial se enemistó con sus antiguos camaradas Mustafa y Adnan, volviendo a ser el americano patriota que antes era.
Aunque a mediados de los 90 muchos de sus veteranos compañeros pasaron a las filas de la "WCW", él siguió vinculado a la "WWF"/"WWE". En la actualidad está retirado pero trabaja como road agent (enlace entre los directivos y luchadores) de la WWE. En algunas ocasiones ha llegado a participar en algunos combates de leyendas y ha formado un equipo de luchadores veteranos completado por Ric Flair, Roddy Pipper, Dusty Rhodes y Arn Anderson. En 2004 fue incluido en el "Salón de la Fama de la WWE". Al margen de esta labor, también ha desarrollado una notable actividad vinculada a la ayuda humanitaria contra la pobreza infantil y la drogadicción, realizando varias campañas para trasmitir valores positivos.

### 2005-presente
Hizo una aparición especial en el 31 de octubre de 2005 edición de Raw desafío a Chris Masters en su "maestro de bloqueo Challenge", que perdió Slaughter. Luego, regresó de nuevo en el 5 de diciembre de edición de Raw, donde él y Michael Hayes enfrentaron a Edge. También apareció en el 14 de julio de 2006, en un episodio de Smackdown en un segmento de "Boot Camp Diva" , como parte del Diva Serch 2006.
Reapareció en el 2 de octubre de edición de Raw, derrotando a Nicky de Spirit Squad, con un roll-up cuando D-Generation X lo distrajo en el Titantron. Slaughter apareció en el 23 de octubre en Raw en la esquina de Ric Flair se enfrentó a Kenny de Spirit Squad. Después de Kenny, hizo trampa para la victoria, Slaughter, Dusty Rhodes, y Roddy Piper quitaron los Tag Team Championship's del ring.
Slaughter fue una de las tres opciones entre él, Roddy Piper, Dusty Rhodes y que los fanes votaron a favor de una Tag Team para Ric Flair en Cyber Sunday 2006, pero no ganó la votación. En Survivor Series 2006, Slaughter hizo equipo con Ric Flair, Ron Simmons, y Dusty Rhodes a formar cuatro miembros para luchar contra Spirit Squad en un match de Survivor Series. Slaughter fue eliminado en la lucha, pero su equipo ganó, con Flair como el único sobreviviente.
El 18 de diciembre de 2006, Slaughter participó en un Battle Royal de 30 luchadores para tener la oportunidad de enfrentar a John Cena, por el Campeonato de la WWE, en el main event de esa noche, pero fue eliminado del match y no consiguió la oportunidad por el título.
El 24 de junio de 2007, aparece en el Pay-per-view de la WWE Vengeance, haciendo pareja con Snuka en la lucha por el Campeonato en Parejas de la WWE contra Deuce y Domino en la que retuvieron el título. Después del combate Deuce y Domino agredieron a Snuka y Slaughter y entraron a defenderlos las leyendas Rick Martel y Tony Garea. Tuvo una aparición en la sorpresa en la WWE, en el evento No Mercy entrando a la limucina de JBL con varias divas y Cryme Tyme.
Desafió a Randy Orton en el 30 de julio de edición de RAW, sólo para convertirse en otra víctima del "Legend Killer", y fue sobre ruedas a una camilla. En Raw XV, el 15 aniversario de Raw, tuvo un especial el 10 de diciembre de 2007, y Slaughter participó en el Battle Royal como el #15. El 31 de marzo de 2008, en una edición de Raw, Slaughter rindió homenaje a Ric Flair por ser su amigo por mucho tiempo, al final del espectáculo. Apareció en la edición 800º de Raw, interrumpiendo el baile de Kung Fu Naki y también hizo una aparición en los Premios Slammy.
El 10 de agosto fue invitado para ser el General Mánager de Monday Night Raw, de la WWE, la cual aceptó. También apareció en el SmackDown X 10th Anniversary.
En el episodio del 15 de noviembre de 2010 Slaughter tuvo una lucha contra Alberto del Río, la cual perdió.
Luego el RAW 4 de julio de 2011 se enfrentó a Jack Swagger siendo derrotado, y en 2011 Tribute to the Troops fue compañero [mánager] de Zack Ryder en su lucha contra Dolph Ziggler en la cual interfirió. En el The Great American Bash celebrado el martes 3 de julio hizo pareja con Santino y Jim Duggan para derrotar ha Camacho, Hunico y Drew McIntyre.
El 31 de diciembre de 2012 en RAW luchó por el Campeonato de los Estados Unidos contra Antonio Cesaro pero no logró ganar.
Hizo una aparición en RAW Old School el 6 de enero de 2014, como árbitro especial durante la lucha entre The Great Khali y Damien Sandow. El 24 de noviembre en la edición de Raw, apareció interrumpiendo un segmento entre Lana y Rusev, en donde fue atacado por este último, siendo defendido por Jack Swagger y Zeb Colter.
En Tribute To The Troops Slaughter hizo su aparición para ver la lucha entre Bray Wyatt y Dean Ambrose, la cual ganó Ambrose, al terminar la lucha Slaughter celebró el triunfo con Ambrose.
Durante el PPV Money In The Bank que se realizó el 18 de junio de 2017, apareció en primera fila como invitado especial junto a otros 4 miembros del Salón de la Fama de la WWE.

## Campeonatos y logros
- American Wrestling Association 
  - AWA America's Championship (1 vez)
  - AWA British Empire Heavyweight Championship (1 vez)

- Central States Wrestling 
  - NWA Central States Heavyweight Championship (3 veces)

- Maple Leaf Wrestling 
  - NWA Canadian Heavyweight Championship (Toronto versión) (1 vez)

- Mid-Atlantic Championship Wrestling 
  - NWA United States Heavyweight Championship (2 veces)
  - NWA World Tag Team Championship (Mid-Atlantic version) (1 vez) — con Don Kernodle

- NWA Tri-State 
  - NWA United States Tag Team Championship (Tri-State version) (1 vez) — con Buck Robley

- World Wrestling Federation/Entertainment 
  - WWF Championship (1 vez)
  - WWE Hall of Fame (Clase de 2004)
  - NWA United States Heavyweight Championship (2 veces)
- Pro Wrestling Illustrated
  - PWI ranked him # 36 of the 500 best singles wrestlers in the PWI 500 in 1991[10]
  - PWI Luchador más Inspirador del Año - 1984
  - PWI Luchador más Odiado del Año - 1991
- PWI ranked him # 29 of the 100 best tag teams of the "PWI Years" with Don Kernodle in 2003.[13]

- Wrestling Observer Newsletter
  - WON Lucha del Año - 1981 vs. Pat Patterson (21 de abril de 1981
  - WON Peor Feudo del Año -1991 vs. Hulk Hogan

- Datos: Q452590
- Multimedia: Sgt. Slaughter / Q452590